# Bernard Challandes
Bernard Challandes (* 28. Juli 1951 in Le Locle) ist ein Schweizer Fussballtrainer.

## Karriere
Seine Trainerkarriere begann beim FC La Chaux-de-Fonds. Weitere Stationen waren Le Locle, Yverdon-Sport FC, Servette FC Genève und der BSC Young Boys. Seine Engagements in Genf und in Bern dauerten jeweils weniger als ein Jahr. Einen Namen hatte sich Challandes in Yverdon gemacht, nachdem er die Waadtländer von der 1. Liga in die Nationalliga A geführt hatte.
- Ab 1995 arbeitete Challandes für den Schweizerischen Fussballverband, seit 2001 war er U-21-Nationaltrainer. Sein grösster Erfolg mit dieser Auswahl war 2002 das Erreichen des EM-Halbfinals im eigenen Land.

- In der Saison 2008/09 wurde er Schweizermeister mit dem FC Zürich, den er seit Sommer 2007 trainierte. Am 19. April 2010 wurde er – nach der 0:1-Heimniederlage gegen den FC Aarau – entlassen und per sofort freigestellt.[1]

- Zur Saison 2010/11 wurde Challandes neuer Trainer des FC Sion.[2] Am 22. Februar 2011 wurde er durch Laurent Roussey ersetzt.[3] Am Freitag, den 13. Mai 2011 übernahm Challandes bei Xamax den Cheftrainerposten.[4] Trotz Ligaerhalt wurde sein Vertrag aber nicht verlängert.

- Von Beginn der Saison 2011/12 bis Mitte Saison 2012/13 war Challandes Trainer des FC Thun.[5][6]

- Anfang April 2013 wurde Challandes wieder Trainer von BSC Young Boys.[7]

- Am 28. Februar 2014 wurde bekannt, dass der Neuenburger am 5. März die armenische Fußballnationalmannschaft übernehmen wird.[8] Am 30. März 2015 trat er nach einer 1:2-Niederlage in der Qualifikation zur Europameisterschaft 2016 gegen Albanien als Nationaltrainer Armeniens zurück.[9]

- Vom 1. März 2018 bis zum 13. Oktober 2021 trainierte Challandes die kosovarische Fußballnationalmannschaft. Beinahe schaffte die Mannschaft die Qualifikation für die Europameisterschaften 2021, sie scheiterte erst in der Barrage. Nachdem das Team in den ersten sieben Spielen der Qualifikation für die Weltmeisterschaften 2022 nur 4 Punkte geholt hatte, wurde Challandes entlassen.[10]

## Erfolge

### Trainer
- U21-EM-Halbfinals 2003 in der Schweiz
- Schweizermeister 2008/09 mit dem FC Zürich
- Aufstieg des Kosovo in die Liga C der UEFA Nations League 2018/19

## Privates
Challandes ist verheiratet und hat vier Kinder. Sein Sohn Mehdi spielt aktuell beim FC Biel-Bienne.